# Геометродинамика
Геометродинамика — вариант единой теории поля, последовательно сводящий все физические объекты к геометрическим. Построение геометродинамики осуществляется в несколько этапов:
1. Построение единой теории гравитации и электромагнетизма на основе общей теории относительности.
2. Построение теории элементарных частиц.
3. Построение теории сплошных сред, приводящей в общих чертах к тем же результатам, что и в обычной общей теории относительности. Предполагается, что в геометродинамике должен нарушаться закон сохранения барионного заряда.
4. Попытки построения последовательной квантовой геометродинамики.

По состоянию на 1970-е года геометродинамика не являлась последовательно развитой теорией. Особенно затруднительными представлялось толкование спинорных полей (а не тензорных): в частности, нейтринных полей. Многие части геометродинамики не имели достаточного математического обоснования. Одной из попыток дать такое обоснование являлась теория суперпространства.